# Sticherus tuberculatus
Sticherus tuberculatus là một loài dương xỉ trong họ Gleicheniaceae. Loài này được Mett. ex Kuhn Nakai mô tả khoa học đầu tiên năm 1950.